# Medaliści mistrzostw świata w kolarstwie torowym – tandemy
Pełna lista medalistów mistrzostw świata w kolarstwie torowym w tandemach.

## Medaliści
| Rok i miejsce         | Złoto                                             | Srebro                                             | Brąz                                              |
| --------------------- | ------------------------------------------------- | -------------------------------------------------- | ------------------------------------------------- |
| 1966 Frankfurt        | Francja Pierre Trentin · Daniel Morelon           | NRD Klaus Kobusch · Martin Stenzel                 | Włochy Walter Gorini · Giordano Turrini           |
| 1967 Amsterdam        | Włochy Bruno Gonzato · Dino Verzini               | Francja Pierre Trentin · Daniel Morelon            | Belgia Daniel Goens · Robert Van Lancker          |
| 1968 Rzym             | Włochy Giordano Turrini · Walter Gorini           | Belgia Daniel Goens · Robert Van Lancker           | Japonia Sanji Inoue · Hideo Madarame              |
| 1969 Antwerpia        | NRD Hans-Jürgen Geschke · Werner Otto             | NRD Jürgen Barth · Rainer Müller                   | Francja Pierre Trentin · Daniel Morelon           |
| 1970 Leicester        | NRD Jürgen Barth · Rainer Müller                  | NRD Hans-Jürgen Geschke · Werner Otto              | Francja Gérard Quintyn · Daniel Morelon           |
| 1971 Varese           | NRD Hans-Jürgen Geschke · Werner Otto             | NRD Jürgen Barth · Rainer Müller                   | Francja Pierre Trentin · Daniel Morelon           |
| 1973 San Sebastián    | Czechosłowacja Vladimír Vačkář · Miroslav Vymazal | ZSRR Wiktor Kopyłow · Władimir Siemieniec          | NRD Hans-Jürgen Geschke · Werner Otto             |
| 1974 Montreal         | Czechosłowacja Vladimír Vačkář · Miroslav Vymazal | ZSRR Wiktor Kopyłow · Władimir Siemieniec          | Polska Benedykt Kocot · Andrzej Bek               |
| 1975 Liège            | -                                                 | Czechosłowacja Vladimír Vačkář · Miroslav Vymazal  | ZSRR Anatolij Jabłunowski · Siergiej Komiełkow    |
| 1976 Lecce            | Polska Benedykt Kocot · Janusz Kotliński          | Czechosłowacja Ivan Kučírek · Miloš Jelínek        | ZSRR Anatolij Jabłunowski · Władimir Siemieniec   |
| 1977 San Cristóbal    | Czechosłowacja Vladimír Vačkář · Miroslav Vymazal | ZSRR Władimir Siemieniec · Aleksandr Woronin       | NRD Horst Gewiss · Wolfgang Schäffer              |
| 1978 Monachium        | Czechosłowacja Vladimír Vačkář · Miroslav Vymazal | Stany Zjednoczone Gerald Ash · Leslie Barczewski   | Holandia Sjaak Pieters · Laurens Veldt            |
| 1979 Amsterdam        | Francja Yavé Cahard · Franck Depine               | RFN Dieter Giebken · Fredy Schmidtke               | Czechosłowacja Vladimír Vačkář · Miroslav Vymazal |
| 1980 Besançon         | Czechosłowacja Ivan Kučírek · Pavel Martínek      | Francja Yvon Cloarec · Franck Depine               | Włochy Giorgio Rossi · Floriano Finamore          |
| 1981 Brno             | Czechosłowacja Ivan Kučírek · Pavel Martínek      | RFN Dieter Giebken · Fredy Schmidtke               | Polska Ryszard Konkolewski · Zbigniew Płatek      |
| 1982 Leicester        | Czechosłowacja Ivan Kučírek · Pavel Martínek      | RFN Dieter Giebken · Fredy Schmidtke               | Holandia Sjaak Pieters · Ton Vrolijk              |
| 1983 Zurych           | Francja Philippe Vernet · Franck Depine           | Czechosłowacja Ivan Kučírek · Pavel Martínek       | -                                                 |
| 1984 Barcelona        | RFN Frank Weber · Hans-Jürgen Greil               | Francja Philippe Vernet · Franck Depine            | Włochy Vincenzo Ceci · Gabriele Sella             |
| 1985 Bassano          | Czechosłowacja Vítězslav Vobořil · Roman Řehounek | Stany Zjednoczone Nelson Vails · Leslie Barczewski | RFN Sascha Wallscheid · Frank Weber               |
| 1986 Colorado Springs | Czechosłowacja Vítězslav Vobořil · Roman Řehounek | Stany Zjednoczone Kit Kyle · David Lindsey         | Włochy Andrea Faccini · Roberto Nicotti           |
| 1987 Wiedeń           | Francja Fabrice Colas · Frédéric Magné            | Włochy Andrea Faccini · Roberto Nicotti            | Czechosłowacja Vítězslav Vobořil · Lubomír Hargaš |
| 1988 Gandawa          | Francja Fabrice Colas · Frédéric Magné            | RFN Hans-Jürgen Greil · Uwe Buchtmann              | Czechosłowacja Jiří Iliek · Lubomír Hargaš        |
| 1989 Lyon             | Francja Fabrice Colas · Frédéric Magné            | Czechosłowacja Jiří Iliek · Lubomír Hargaš         | Włochy Andrea Faccini · Federico Paris            |
| 1990 Maebashi         | Włochy Gianluca Capitano · Federico Paris         | Japonia Narihiro Inamura · Toshinobu Saito         | RFN Uwe Buchtmann · Markus Nagel                  |
| 1991 Stuttgart        | Niemcy Emanuel Raasch · Eyk Pokorny               | Czechosłowacja Lubomír Hargaš · Pavel Buráň        | Francja Frédéric Lancien · Denis Lemyre           |
| 1992 Walencja         | Włochy Gianluca Capitano · Federico Paris         | Czechosłowacja Lubomír Hargaš · Pavel Buráň        | Australia Anthony Peden · David Dew               |
| 1993 Hamar            | Włochy Federico Paris · Roberto Chiappa           | Australia Stephen Pate · Danny Day                 | Czechosłowacja Arnošt Drcmánek · Lubomír Hargaš   |
| 1994 Palermo          | Francja Fabrice Colas · Frédéric Magné            | Niemcy Emanuel Raasch · Jens Glücklich             | Włochy Federico Paris · Roberto Chiappa           |

## Tabela medalowa
| Miejsce | Państwo           |   |   |   | Razem |
| ------- | ----------------- | - | - | - | ----- |
| 1.      | Czechosłowacja    | 9 | 6 | 4 | 19    |
| 2.      | Francja           | 7 | 4 | 5 | 16    |
| 3.      | Włochy            | 6 | 1 | 6 | 13    |
| 4.      | Niemcy            | 3 | 8 | 3 | 14    |
| 5.      | NRD               | 2 | 1 | 1 | 4     |
| 6.      | Holandia          | 1 | 0 | 2 | 3     |
|         | Polska            | 1 | 0 | 2 | 3     |
| 8.      | ZSRR              | 0 | 3 | 2 | 5     |
| 9.      | Stany Zjednoczone | 0 | 3 | 0 | 3     |
| 10.     | Australia         | 0 | 1 | 1 | 2     |
|         | Belgia            | 0 | 1 | 1 | 2     |
|         | Japonia           | 0 | 1 | 1 | 2     |